# Lena Hasselström
Lena Thuresson, geb. Hasselström (* 6. Februar 1972) ist eine ehemalige schwedische Ski-Orientierungsläuferin.
Bei ihrem WM-Debüt 1990 gewann sie mit Annika Zell und Arja Hannus die Silbermedaille mit der Staffel. Bei ihrer zweiten WM-Teilnahme vier Jahre später im Nonstal gewann die Staffel-Junioren-Weltmeisterin von 1992 mit Ann-Charlotte Carlsson und Annika Zell die Goldmedaille im Staffelwettbewerb. 1995 wurde sie hinter der Finnin Arja Nuolioja Zweite im Gesamtweltcup. Bei den Weltmeisterschaften 1998 wurde sie auf der Kurzdistanz Zweite hinter Annika Zell. Über die lange Strecke musste sie sich der Finnin Liisa Anttila und erneut Annika Zell geschlagen geben. Mit der Staffel gewann sie Silber. 1999 wurde sie hinter Arja Hannus zum zweiten Mal Zweite im Weltcup. Im russischen Krasnojarsk verteidigte Hasselström 2000 hinter Tatjana Wlassowa ihr Kurzdistanzsilber. Auch mit der schwedischen Staffel gewann sie erneut Silber. 2001 gewann sie bei den ersten Europameisterschaften im Ski-Orientierungslauf die Goldmedaillen im Sprint und auf der Mitteldistanz. 2000 und 2001 gewann sie den Weltcup. 2002 absolvierte sie in Borowez, Bulgarien ihre sechsten und letzten Weltmeisterschaften und siegte dabei jeweils vor der Finnin Erja Jokinen im Sprint und auf der Langdistanz. Beim Mitteldistanzrennen wurde Hasselström hinter ihrer Landsfrau Stina Grenholm und Jokinen Dritte. In der Staffel gewann sie mit Stina Grenholm und Ida Wirkström zum dritten Mal in Folge die Silbermedaille.

## Platzierungen
Weltmeisterschaften: (3 × Gold, 6 × Silber, 2 × Bronze)
- 1990: 7. Platz Kurz, 4. Platz Lang, 2. Platz Staffel
- 1994: 5. Platz Kurz, 5. Platz Lang, 1. Platz Staffel
- 1996: 13. Platz Lang
- 1998: 2. Platz Kurz, 3. Platz Lang, 2. Platz Staffel
- 2000: 2. Platz Kurz, 6. Platz Lang, 2. Platz Staffel
- 2002: 1. Platz Sprint, 3. Platz Mittel, 1. Platz Lang, 2. Platz Staffel

Gesamt-Weltcup:
- 1995: 2. Platz
- 1997: 9. Platz
- 1999: 2. Platz
- 2000: 1. Platz
- 2001: 1. Platz